# Kylarabes
Kylarabes (altgriechisch Κυλαράβης Kylarábēs, lateinisch Cylarabes), Sohn des Sthenelos, war in der griechischen Mythologie König von Argos. Er war ein Ururenkel des Anaxagoras und zählt somit zu den Anaxagoriden. Sein Bruder war Kometes.
Da der Biantide Kyanippos kinderlos starb und der Melampide Amphilochos nach dem Trojanischen Krieg ins heutige Amfilochia auswanderte, übernahm Kylarabes wieder die Alleinherrschaft über Argos. Nachdem er aber auch ohne Nachkommen gestorben war, wurde Orestes, der Sohn des Agamemnon, König von Argos.
Ein Gymnasion in Argos wurde nach ihm Gymnasion Kylarabis genannt. Hier lag auch sein Grab.